# Jordi de Manuel i Barrabín
Jordi de Manuel i Barrabín (Barcelona, 16 d'abril de 1962) és un professor i escriptor català. Compagina la literatura amb la docència i la recerca.
Doctor en Biologia, imparteix aquesta matèria en l'ensenyament secundari. Ha participat a projectes pedagògics que han guanyat premis com Barcanova (1992), Eudald Maideu (1995), Fundació Enciclopèdia Catalana (1997) i Abacus (2007).
Ha publicat diversos contes i relats, així com novel·les de narrativa infantil i juvenil, però també per a adults. És un dels autors més destacats de la seva generació amb obres de gènere divers i combinacions d'elements policíacs, de ciència-ficció, costumisme, entre d'altres.
L'any 2020 va rebre una de les Beques per a la creació literària de la Institució de les Lletres Catalanes pel projecte Operació Fahrenheit.

## Obra publicada
Contes i novel·les infantils i juvenils
- De Manuel, Jordi; Vega, Sílvia. El pes de la por.  Madrid: Alfaguara, 1998. ISBN 978-84-7911-763-4.
- El somni de la nena bruna.  Eivissa: Res Publica, 2000. ISBN 978-84-8981-030-3. (Premi de Narrativa Infantil Ciutat d'Eivissa 2000)
- De tots colors.  Madrid: Alfaguara, 2001. ISBN 978-84-7918-263-2.
- Set de llops.  Barcelona: La Galera, 2003 (Grumets;153). ISBN 978-84-2469-563-7.
- El beuratge.  Barcelona: Alfaguara, 2003. ISBN 978-84-8435-320-1.
- Els ulls d'Abdelslam.  Barcelona: La Galera, 2001 (Grumets;130). ISBN 978-84-246-9530-9.
- Los ojos de Abdelslam (en castellà).  Barcelona: La Galera, 2001 (Grumetes;58). ISBN 978-84-246-8658-1.
- Un niu de formigues.  Barcelona: Animallibres, 2008 (La formiga;10). ISBN 978-84-9672-624-6.
- El món fosc. Talps.  Barcelona: Santillana/Jollibre, 2018. ISBN 978-84-1666-179-4.
- Duran, Xavier; De Manuel, Jordi. Els crims de la taula periòdica.  L'Hospitalet de Llobregat: Santillana/Jollibre, 2019. ISBN 978-84-1666-192-3.

Novel·la i narrativa breu per a adults
- Tres somnis blaus.  Barcelona: Columna, 2000 (Clàssica;415). ISBN 978-84-8300-413-5. (Premi Valldaura de Novel·la Breu de Cerdanyola del Vallès 2000)
- Disseccions.  Barcelona: Proa, 2001 (Beta;97). ISBN 978-84-8437-325-8. (Premi El Lector de L'Odissea 2001)[4]
- Cels taronges.  Barcelona: Columna, 2001 (Clàssica;445). ISBN 978-84-6640-073-7. (Premi de Novel·la Breu Ciutat de Mollerussa 2000)[5]
- Cabells porpres.  Barcelona: Columna, 2003 (Clàssica;533). ISBN 978-84-6640-285-3. (Premi Pere Calders de Literatura Catalana 2002)[6]
- L'olor de la pluja.  Barcelona: La Magrana, 2006 (Les ales esteses;192). ISBN 978-84-7871-510-7.
- Calcs.  Mataró: Ajuntament de Mataró-Patronat Municipal de Cultura, 2005.
- El cant de les dunes.  Lleida: Pagès, 2006 (Ciència-ficció;18). ISBN 978-84-9779-357-9.
- El raptor de gnoms.  Barcelona: La Magrana, 2007 (Les ales esteses;208). ISBN 978-84-7410-174-4.
- Mans lliures.  Barcelona: Edicions 62, 2009 (El balancí;599). ISBN 978-84-2976-191-7.
- Orsai.  Barcelona: Meteora, 2012 (Papers de fortuna;25). ISBN 978-84-9287-462-0.
- La mort del corredor de fons.  Barcelona: Edicions 62, 2012 (El balancí;667). ISBN 978-84-2976-882-4.
- La decisió de Manperel.  Barcelona: Columna, 2013 (Clàssica;988). ISBN 978-84-6641-761-7. (Premi Pin i Soler de narrativa 2013)[7]
- De Manuel, Jordi; Macip, Salvador. Científics lletraferits.  València: Mètode, 2014 (Monografies;7). ISBN 978-84-3709-301-7.
- De Manuel, Jordi; Montserrat, Paz. 100 situacions extraordinàries a l'aula.  Valls: Cossetània, 2014 (De cent en cent;27). ISBN 978-84-9034-245-9.
- Foc verd.  Barcelona: Alrevès, 2016 (Crims.cat;22). ISBN 978-84-1632-846-8.
- Mans negres.  Lleida: Pagès, 2017 (Lo Marraco;315). ISBN 978-84-9975-811-4.
- La barrera.  Barcelona: Alrevès, 2019 (Crims.cat;41). ISBN 978-84-1707-780-8.
- De Manuel, Jordi; Purroy, Jesús. 100 qüestions per identificar la pseudociència.  Valls: Cossetània, 2021 (De cent en cent;64). ISBN 978-84-1356-024-3.